# (65241) Seeley
(65241) Seeley est un astéroïde de la ceinture principale.

## Description
(65241) Seeley est un astéroïde de la ceinture principale. Il fut découvert le 9 mars 2002 aux Monts Santa Catalina par le projet CSS. Il présente une orbite caractérisée par un demi-grand axe de 2,57 UA, une excentricité de 0,18 et une inclinaison de 8,4° par rapport à l'écliptique.

## Compléments